# Essedarius
L'essedarius (pl. essedarii) era una delle categorie (armaturae) di gladiatori che si esibivano negli anfiteatri in epoca romana. Il nome deriva dal latino essedum che indica carro da guerra a due ruote celtico in uso presso Britanni, Galli e Belgi.

## La comparsa degliessedarii
La prima citazione di essedarii è nel De Bello Gallico di Cesare: gli essedarii (truppe addestrate a combattere sui carri) sono oltre quattromila e sono guidati da Cassivellauno.
Successivamente compaiono come categoria gladiatoria al tempo dell'impero di Claudio, dopo la conquista della Britannia. Si ha notizia di esibizioni di essedarii durante gli spettacoli gladiatorii, durante i quali vennero utilizzati proprio i britannici catturati, e il loro spettacolo incontrò il favore del pubblico.
L'identificazione di tale classe di gladiatori, così come lo svolgimento delle loro battaglie, non sono note, data l'assenza di immagini raffiguranti combattimenti con i carri; non si sa neppure se durante i ludi gladiatori il carro fosse condotto dallo stesso essedarius oppure, similmente all'uso britannico, da un auriga. È probabile che il loro ruolo fosse perlopiù scenico, e che dopo un ingresso spettacolare nell'arena, i loro combattimenti si svolgessero a piedi.
La loro identificazione è stata resa possibile da una singola immagine di un essedarius privo del carro, raffigurato presso una stele funeraria. Tale categoria gladiatoria è comunque frequentemente menzionata nelle iscrizioni.

## Armi e armatura
L'essedarius era un gladiatore mediamente armato. Era armato con una spada corta e probabilmente fornito di lance. Per la protezione indossava un elmo, uno scudo di forma ovale medio-grande, un parabraccio, la lorica manica, sull'arto armato e gambali corti o fasciature su entrambe le gambe. Indossava un perizoma, il subligaculum ed una cintura, il balteus o cingulum.

## Avversario
L'essedarius combatteva quasi sempre contro altri essedarii e, in casi rari, anche contro il reziario. Si ritiene che essi iniziassero a combattere su di un carro, e poi continuassero la battaglia a piedi. Si presume inoltre che nel corso del tempo il carro sia stato abbandonato e che la battaglia tra essedarii sia stata condotta solo a piedi.